# معهد التكنولوجيا بغداد
معهد التكنولوجيا بغداد هو إحدى المعاهد التقنية في العراق.

## الموقع
يقع المعهد في جنوب بغداد وفي منطقة الزعفرانية بالتحديد.

## جامعة الحكمة وتأسيس المعهد
كان المبنى الذي فيهِ المعهد مخصصاً لجامعة الحكمة أو جامعة الحكمة للآباء اليسوعيين، وهي أول جامعة خاصة في تاريخ العراق، وكانت تحتوي على اساتذة أكفاء من مختلف دول العالم، وتأسست في عام 1956 من قبل الآباء اليسوعيون القادمون من أقليم نيو إنجلاند. وكانت تَقع في ناحية الزعفرانية على المشارف الجنوبية لبغداد. ثم سيطرت حكومة العراق على الجامعة، فبعد ثورة 17 تموز 1968 وأستلام حزب البعث العراقي الحكم في العراق، صدر قانون جامعة الحكمة رقم 190 لسنة 1968، ثم صَدر في عام 1969 قرار مجلس قيادة الثورة رقم 342 في عام 1969 بضم جامعة الحكمة إلى جامعة بغداد ودمج كلياتها بجامعة بغداد، فتحولت أبنية الجامعة إلى معهد التكنولوجيا في ناحية الزعفرانية.

## الأهداف
ويهدف إلى رفد قطاعات الدولة بالملاكات التقنية لكافة التخصصات الهندسية ويقبل المعهد خريجو الدراسة الإعدادية الفرع العلمي والمهني.

## أقسام المعهد
ويضم الفروع والأقسام العلمية التالية:
1. التقنيات المدنية :
أ- بناء وإنشاءات تأسس عام1969
ب-الرسم الهندسي تأسس عام1969
ج- إنشاء الطرق تأسس عام1987
2. التقنيات الكهربائية:
أ-القوى الكهربائية تأسس عام1969
ب-الشبكات الكهربائية تأسس عام1975
ج-المصاعد تأسس عام1995
3. تقنيات المكائن والمعدات:
أ-السيارات تأسس عام1969
ب-التبريد والتكييف تأسس عام1969
ج-القوى الميكانيكية تأسس عام2006
د.توليد طاقة
4. التقنيات الميكانيكية:
ا-الإنتاج تأسس عام1969.
ب-اللحام تاسس عام  2012
5. تقنيات الموارد المائية:
أ- الري والبزل تأسس عام1969
ب- تشغيل مشاريع المياه تأسس عام1976
ج-تقنيات الري تأسس عام 2002
6. قسم الصناعات الكيمياوية:
أ-تشغيل الوحدات الصناعية تأسس عام1974
ب-السلامة المهنية تأسس عام1988
ج- قسم النسيج وقد تم الغائه عام 1987
د.قسم تكرير النفط تأسس عام 2019
7. قسم التقنيات الإلكترونية تأسس عام1986
أ.الالكترونيك العام
ب.قسم الهواتف
ج.قسم الجوية
8. قسم المساحة تأسس عام 1986

## عمداء المعهد
وقد تعاقب على عمادة المعهد منذ تأسيسه وحتى اليوم كل من :
1. د. نبيل مصطفى شعبان (1969 – 1979)
2. د. مازن محمد علي جمعة (1979 – 1983)
3. د. فؤاد حميد المؤمن (1983 – 1987)
4. د. منير المظفر (1987 - 1988)
5. د. حسيب يحيى احمد (1988 – 1991)
6.د.راضي محسن الزبيدي (1991-1996)
7.د.نصير احمد السامرائي (1996-1999)
8.د. عبد الجبار خلف (1999-2003)
9.السيد ثامر عبد الواحد علي (2003-2008)
10.د.مظفر صادق الزهيري (2008 - 2013)
11.د.فارس عبد الكريم كبة(2013 لحد الآن)